# 河北工业大学校史
河北工业大学校史，记录了河北工业大学自其最早可追溯的北洋工艺学堂学缘至今的历史。

## 民国早期
1912年8月，直隶高等工业学堂改称直隶高等工业学校，改为秋季始业。1913年2月，直隶高等工业学校改为直隶公立工业专门学校。1914年8月，因财政困难，机械科停招新生，并撤销中学实科，已有中学实科学生转入南开中学继续学业。1916年6月，机械科恢复招生。8月，学校各科成绩在北京参加赛会，经教育部审查，均获优秀，列为甲等，发给一等奖状。1928年9月，直隶公立工业专门学校随直隶省改称河北省，改名为“河北省立工业专门学校”。
1929年5月，升格学院，定名河北省立工业学院，招收高级中学男女毕业生，学制四年。设化学制造、机电工程、市政水利三个系，魏元光任院长。1930年5月，河北省立第一职业学校改为工业学院附属高级职业部。1931年3月，北洋铁工厂旧址20亩连同旧有厂房44间、住室34间拨归工业学院作为分院。接收后，即将机电系工厂移至分院。同时在该址建筑职员宿舍、客室及辅助建筑物、制革厂等。1934年，学院与全国棉业统制委员会商定，合作棉业教育。1934年5月，第三届全国铁路沿线生产产品展览会在北平举办，学院应北宁铁路局及津浦铁路局的征集将机械、制革、纺织印染各厂产品运往参展，销路颇畅。6月，学院开设水利学系，与北洋工学院、华北水利委员会、导淮水利委员会、黄河水利委员会、太湖流域水利委员会、中央模范灌溉局等7个单位商订合办水利实验工作，并建筑全国第一个水工实验所。1935年11月，“中国第一水工试验所”竣工建成，并在当年孙中山诞辰纪念日11月12日举行落成典礼。

## 抗日战争时期
1937年7月7日，日寇发动侵华战争，7月28日天津沦陷，河北省立工业学院惨遭破坏，水工实验所被炸毁，历年文书卷宗、图书仪器被抢劫一空，教学被迫中断。同年8月，学院秘书路荫柽携带公章及经费余款到天津英租界慈惠学校暂避，并办理资送教职员转移及学生转学、借读等事宜。占领天津的日军勒令学校复课，但遭到学校负责人路荫、杨十三的拒绝，故校舍被改作日军陆军医院，该校停办八年。
1938年3月，河北省立工业学院师生杨十三教授、马沣教授、洪麟阁、连芬亭等组成“华北人民抗日自卫委员会”所属“工字团”，参加冀东抗日联军，同日伪军浴血奋战。10月，洪麟阁壮烈牺牲。1939年7月，杨十三捐躯太行。

## 国共内战时期
1945年，抗战胜利后，河北省立工业学院停办八年后开始复校，并于1946年开始招生，设化学工程、机械工程、电机工程、水利工程、纺织工程等5个系，学制四年，同时附设高级职业部，设化工、机工、土木、染织和电机5个科。同年10月21日，举行开学典礼。
1946年，路荫柽任院长，天津市立第一图书馆多批次送还原河北工学院所藏书籍。6月，大悲禅院将河北工学院分院占用该寺院的土地20亩，自愿无偿奉送；产权契约即日移交予工学院。10月，中央教育部将河北省立工业学院改名为河北省立工学院

## 中华人民共和国成立初期
1949年1月，天津地区政权更替后，河北工学院由天津市军事管制委员会接管，撤销训导处，实行院长负责制。1951年4月18日，中央人民政府教育部召开北洋大学和河北工学院负责人及教职工代表、学生代表座谈会，宣布成立并校委员会、成员会。1951年6月2日，时任教育部部长马叙伦签发文件，将北洋大学与河北工学院合并，自1951年8月1日起正式成立新校，初步意见拟定名为天津大学9月26日，在北洋大学南院大礼堂举行了天津大学成立暨开学典礼。同时，学校在原属南开大学校产土地的七里台地区建设天津大学新的校舍。

## 四院时期
1958年，河北省委决定在天津大学、南开大学支援下于天津河北区元纬路原河北工学院校址新建河北工学院。天大南开共支援十九名正副教授、讲师任教学骨干，另外支援三十名青年教师，此外当年还分配五十余名大学毕业生到新成立的河北工学院从事教学工作。
1959年12月，河北省委决定将河北工学院迁往邯郸市。1960年2月26日，院长潘承孝、邯郸市副市长蔡志杰等在邯郸召开会议，确定新校址定位于邯郸市规划中心广场的东北角横轴以北，光明大街以东，沁河以南、滏阳河以西范围内。

## 天津工学院时期
1961年，天津机电学院、天津化工学院与天津建筑工程学院合并，定名为“天津工学院”。1962年2月，河北省决定，河北工学院不再迁往邯郸，邯郸基建工程按下马项目处理。7月，河北工学院并入天津工学院，但由于天津工学院为三所院校新合并组建，且组建动作尚未落实完成，故又称“四院合并”，由天津市领导。
1962年，调整合并后的天津工学院设有机械工程、农业机械工程、电机工程、化学工程、土木建筑工程5个系19个专业，在校生4884人，教职员工3380人，其中专任教师978人。8月26日，河北省决定，河北工学院不再迁往邯郸，已施工所建的校舍由邯郸市统一安排。1964年，天津工学院东院建成化工大楼，总面积达1,100平方米。1965年2月10日，中央高等教育部确定天津工学院为全国六十所实行半工半读教育制度的高等工业学校中之一，次年3月，学校在部分专业低年级学生开始试点半工半读。
1966年6月底，文化大革命席卷全国，学校被迫停课。1967年1月，因“备战、备荒”和担忧天津会成为战场，河北省遂将省会迁回保定，天津市恢复为中央直辖市。1969年10月，河北省发布《关于河北省在天津市十所大专院学隶属关系的通知》，确定将位于天津市的天津工学院和河北大学、天津中医学院三校由河北省领导。1969年11月5日，1,570名师生搬迁疏散到河北涉县索堡镇的深山中。此后，已在邯郸建设有分校的天津工学院，关于是否继续向河北省邯郸市搬迁长期存在争议。

## 河北工学院时期
1971年11月29日，河北省革命委员会批准天津工学院改名为河北工学院。
1978年，河北工学院原院长潘承孝致信邓小平，陈述了搬迁的利弊，邓小平批示“高校搬迁宜慎重再慎重”。1979年6月11日，河北省委决定：河北工学院继续在天津办学，邯郸部分调整撤销，天津市委决定，河北工学院按驻津单位对待，在物资供应、参加会议、阅读文件、保健医疗等方面给予照顾。
1980年3月13日，河北省人民政府与煤炭工业部签定协议，将河北工学院邯郸校址转交给河北煤矿学院。
1992年5月20日，河北省省长办公会决定，河北工学院在廊坊设立分院并于当年招生。10月14日，廊坊分院举行首届学员开学典礼。1993年7月2日，河北省人民政府致函国家教委，申请将河北工学院更名河北工业大学。

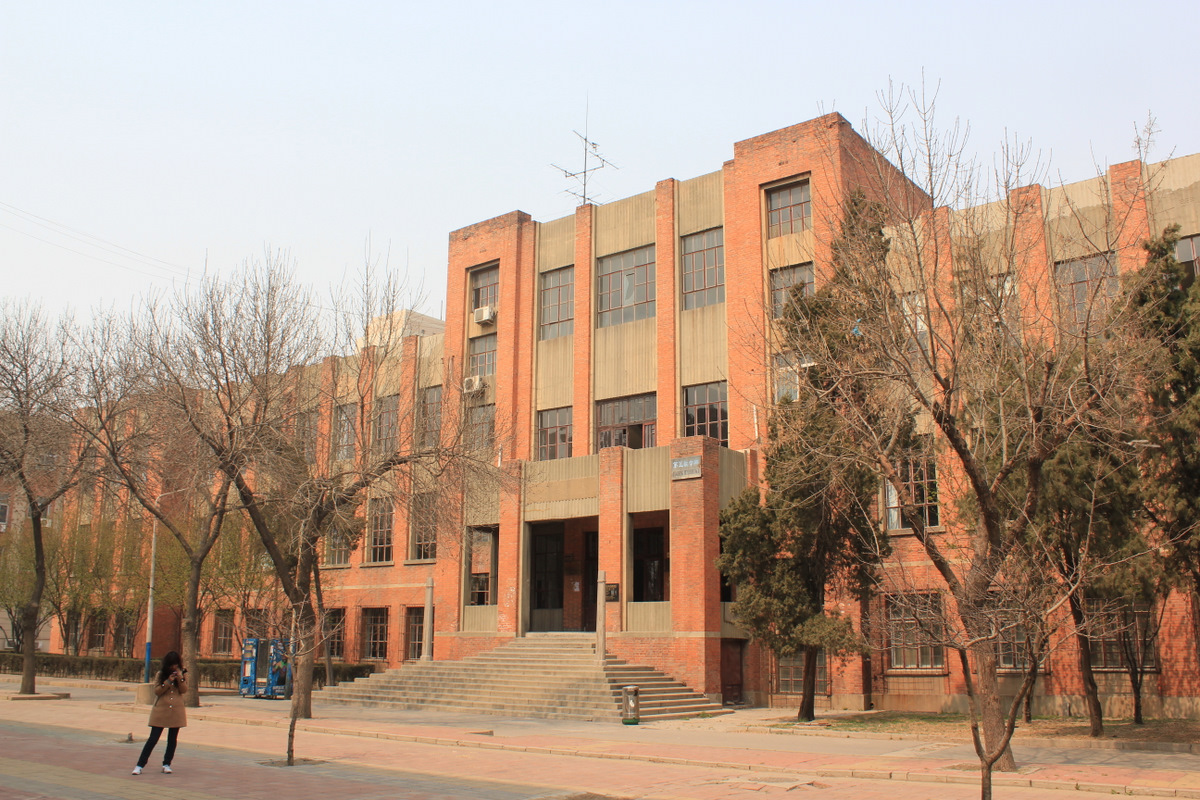
原北洋大学堂北楼，今河北工业大学第五教学楼

1994年6月2日，河北省决定同意将河北工学院、河北大学列为河北省重点建设的两所大学。

## 河北工业大学时期
1995年2月16日，国家教育委员会批准河北工学院更名为河北工业大学。4月28日，“河北工业大学”之新校名告启用，江泽民题写了新校名。2004年5月，学校举办建校百年纪念活动。
2014年12月，天津市人民政府、河北省人民政府与教育部签署共建协议，三方共同建设河北工业大学。
2019年10月，河北工业大学与天津市红桥区教育局合作，在天津市第五十一中学的基础上建立河北工业大学附属红桥中学。
2020年3月，河北工业大学与拉彭兰塔工业大学合作，在芬兰拉彭兰塔建设“河北工业大学芬兰校区”，在中国天津、芬兰拉彭兰塔和芬兰拉赫蒂三地开展教学。该校区专业学制为4年，实行“1+3”培养模式，即第一学年在河北工业大学天津校区学习，第二至第四学年在芬兰拉彭兰塔校区学习，所有专业课程均采用全英文授课。
2021年1月25日，经国家教育部批准，原由河北工业大学管理的独立学院河北工业大学城市学院脱离该校管理，并与承德石油高等专科学校合并转设，重新组建为公办本科层次职业学校河北石油职业技术大学，举办人为河北省人民政府，由河北省教育厅管理。
2022年10月，河北工业大学与天津市红桥区合作，在天津市第八十中学的基础上建立河北工业大学附属实验学校。